# Tipula caudispina
Tipula caudispina är en tvåvingeart. Tipula caudispina ingår i släktet Tipula och familjen storharkrankar.

## Underarter
Arten delas in i följande underarter:
- T. c. caudispina
- T. c. parnonensis